# Dobroslava
Dobroslava (bis 1927 slowakisch „Dobroslav“; ungarisch Dobroszló – bis 1907 Dobroszlava, russinisch Доброслава/Dobroslawa) ist eine Gemeinde im Nordosten der Slowakei mit 49 Einwohnern (Stand 31. Dezember 2024), die im Okres Svidník, einem Kreis des Prešovský kraj, liegt und zur traditionellen Landschaft Šariš gezählt wird.

## Geographie

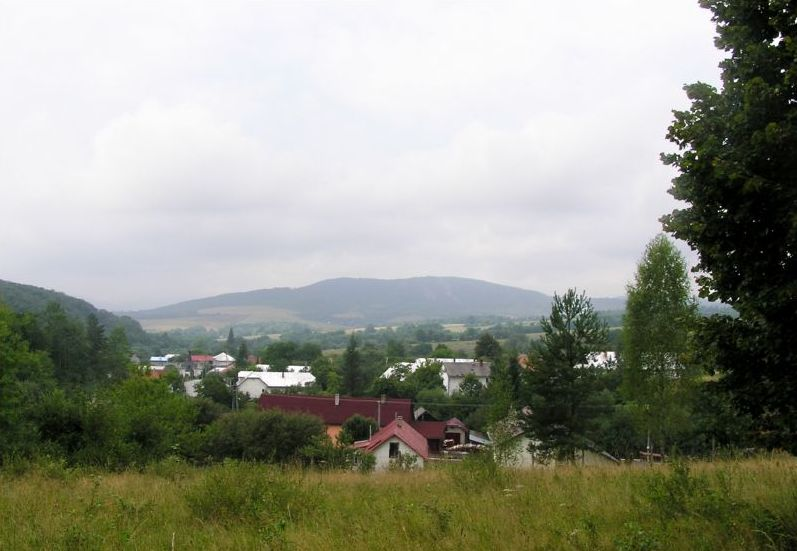
Dobroslava

Die Gemeinde befindet sich im nordöstlichen Teil des Berglands Ondavská vrchovina am Dobroslavský potok, einem Nebengewässer von Kapišovka. Das Ortszentrum liegt auf einer Höhe von 414 m n.m. und ist acht Kilometer von Svidník entfernt.
Nachbargemeinden sind Nižná Pisaná im Norden, Korejovce im Nordosten, Hunkovce im Osten, Ladomirová im Süden, Kapišová im Südwesten und Kružlová im Westen.

## Geschichte

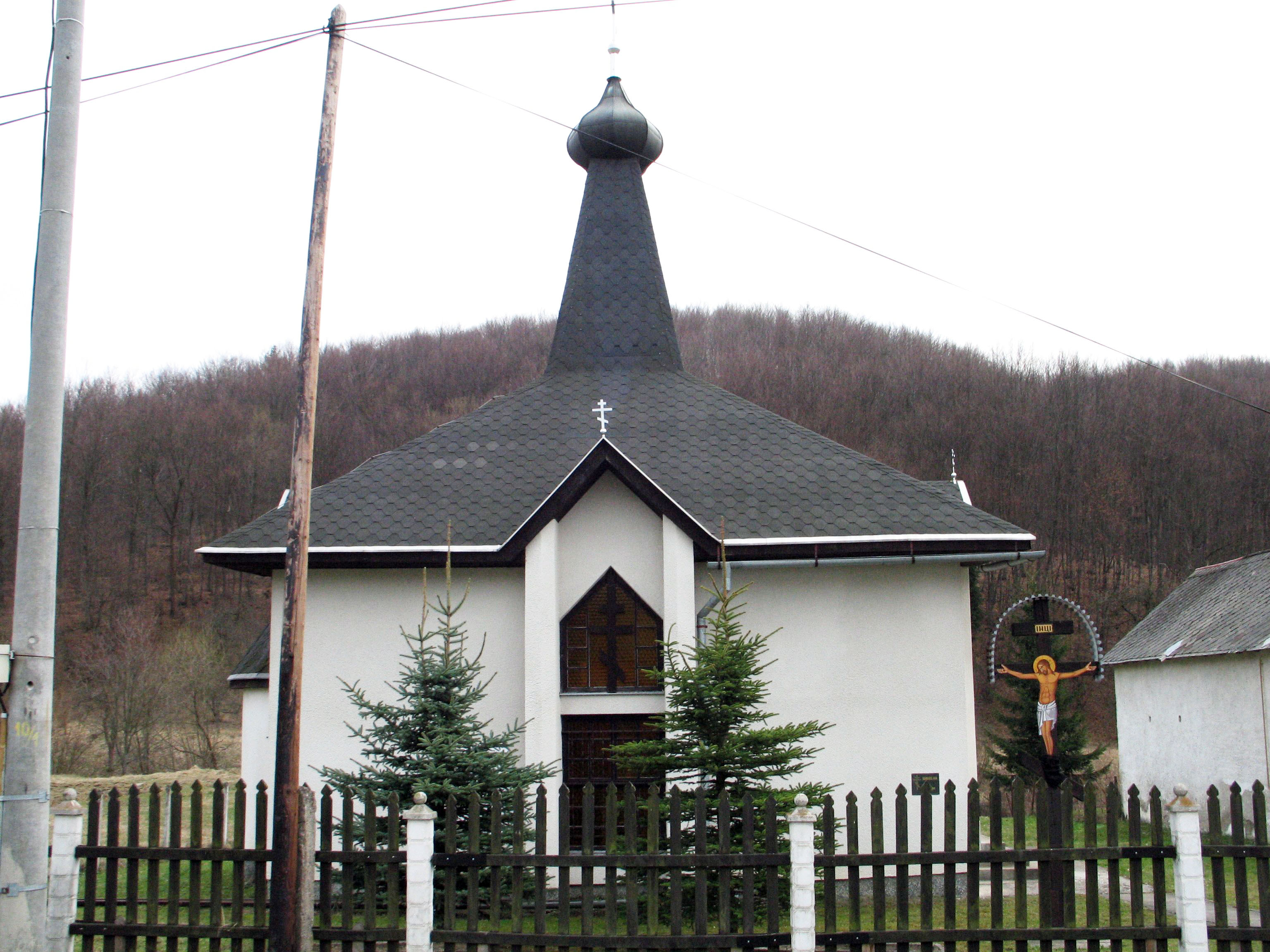
Orthodoxe Kirche in der Ortsmitte

Der Ort wurde zum ersten Mal 1600 als Dobroszla schriftlich erwähnt und gehörte zum Herrschaftsgebiet der Burg Makovica. 1787 hatte die Ortschaft 23 Häuser und 154 Einwohner, 1828 zählte man 33 Häuser und 241 Einwohner, die als Landwirte, Schäfer und Waldarbeiter beschäftigt waren.
Bis 1918 gehörte der im Komitat Sáros liegende Ort zum Königreich Ungarn und kam danach zur Tschechoslowakei beziehungsweise heute Slowakei. Im Verlauf der Schlacht um Duklapass im Spätjahr 1944 lag Dobroslava sieben Wochen lang direkt an der Front und erlitt große Schäden, die nach dem Krieg zwischen 1947 und 1949 wieder behoben wurden.

## Bevölkerung
| Jahr                | 1994 | 2004     | 2014     | 2024  |
| ------------------- | ---- | -------- | -------- | ----- |
| Anzahl der Personen | 56   | 39       | 28       | 49    |
| Unterschied         |      | −30,35 % | −28,20 % | +75 % |

| Jahr                | 2023 | 2024 |
| ------------------- | ---- | ---- |
| Anzahl der Personen | 50   | 49   |
| Unterschied         |      | −2 % |

Gemäß der Volkszählung 2011 wohnten in Dobroslava 34 Einwohner, davon 16 Slowaken, 14 Russinen und ein Ukrainer. Drei Einwohner machten keine Angabe zur Ethnie. 
15 Einwohner bekannten sich zur griechisch-katholischen Kirche und 13 Einwohner zur orthodoxen Kirche. Drei Einwohner waren konfessionslos und bei drei Einwohnern wurde die Konfession nicht ermittelt.

## Bauwerke und Denkmäler

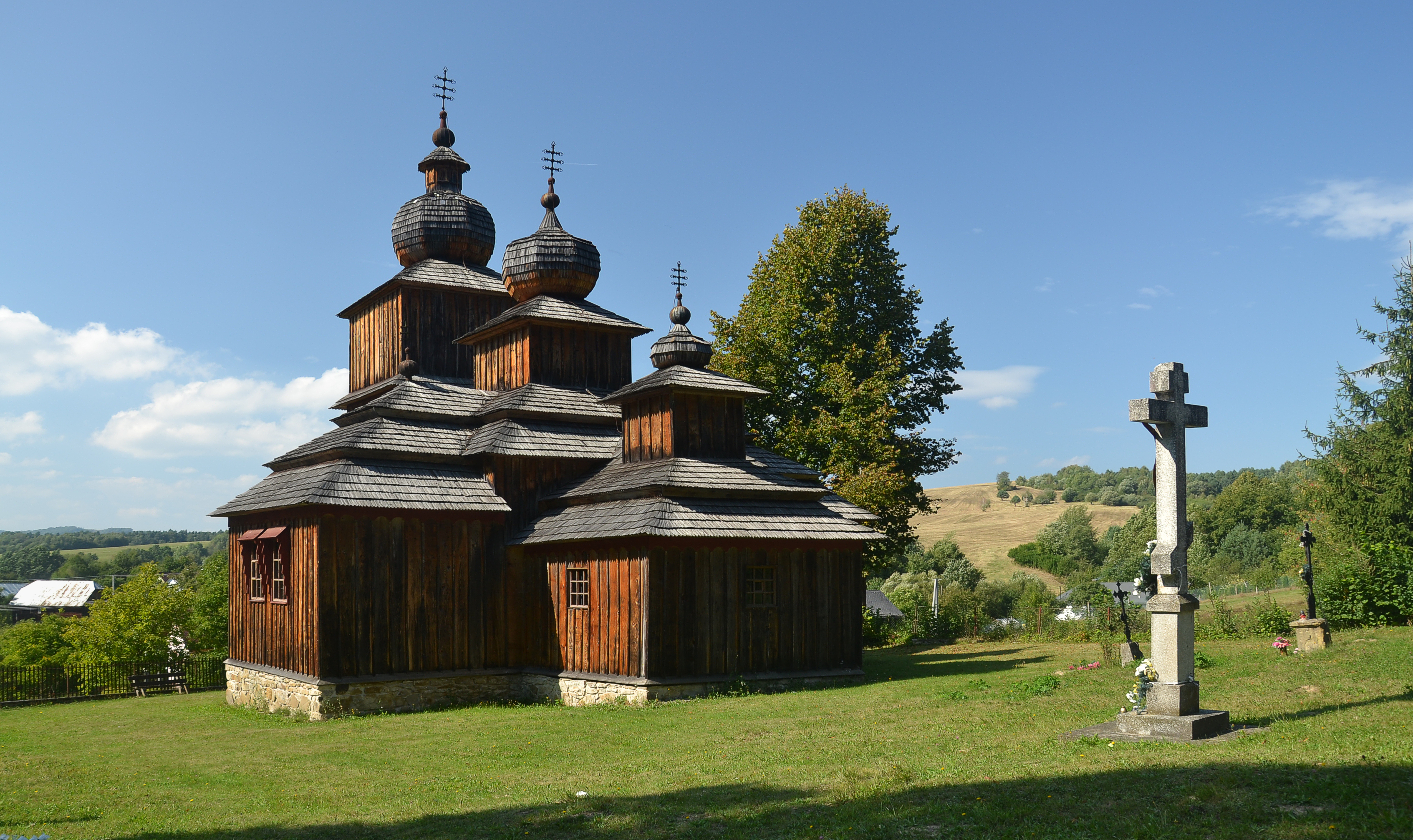
Holzkirche Hl. Paraskevi

- denkmalgeschützte griechisch-katholische Holzkirche Hl. Paraskevi aus dem Jahr 1705, mit einer wertvollen Ikonostase und Ausstattung aus dem 18. Jahrhundert. Nach dem Zweiten Weltkrieg erhielt die Kirche zwei Nebenkapellen, sodass sie heute den Grundriss eines Kreuzes hat.[6]
- moderne orthodoxe Kirche in der Ortsmitte